# Linda Haglund
Linda Haglund (15 de junio de 1956 -Estocolmo, 21 de noviembre de 2015), fue una deportista, autora y velocista sueca.

## Biografía
Ateleta olímpica y campeona de velocidad sueca en 50, 60, 100 y 200 metros. Contrajo matrimonio con el estadounidense Houston McTearj en 1990. En 1981 fue descalificada por el uso de drogas. En 2007 escribió el libro «Lindas må bra bok».
Falleció el 21 de noviembre de 2015 a los 59 años.

## Premios
- 1978,  Plata Campeonato Europeo de Atletismo en Praga 100 metros[1]
- 1976,  Oro Campeonato Europeo de Atletismo en Pista Cubierta en Munich 60 metros
- 1978,  Plata Campeonato Europeo de Atletismo en Pista Cubierta en Milán 60 metros
- 1980,  Plata Campeonato Europeo de Atletismo en Pista Cubierta en Sindelfingen 60 metros
- 1981,  Plata Campeonato Europeo de Atletismo en Pista Cubierta en Grenoble 50 metros